# Pointe-Noire (Guadalupe)

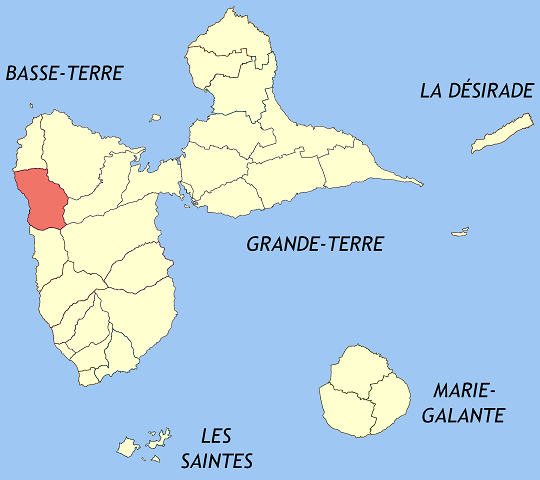
Ubicació de Pointe-Noire dins de Guadalupe

Pointe-Noire  és un municipi francès, situat a Guadalupe, una regió i departament d'ultramar de França situat a les Petites Antilles. L'any 2006 tenia 7.149 habitants. Limita al nord amb Deshaies i al sud amb Bouillante.

## Demografia
| 1962                                       | 1968  | 1975  | 1982  | 1990  | 1999  | 2006  |
| ------------------------------------------ | ----- | ----- | ----- | ----- | ----- | ----- |
| 1 960                                      | 2 219 | 2 998 | 3 725 | 5 667 | 7 689 | 7 149 |
| Des de 1962: població sense dobles comptes |       |       |       |       |       |       |

## Administració
| Període | Identitat     | Partit |
| ------- | ------------- | ------ |
| 2001-   | Felix Desplan | FGPS   |

## Personatges il·lustres
- Mickaël Gelabale, jugador de bàsquet.